# Piz Ot

Palpuognasee mit Piz Ot im Hintergrund, historisches Luftbild von Werner Friedli (1949)

Der Piz Ot (rätoromanisch in den ladinischen Idiomen für «hohe Spitze», «hoher Gipfel») ist ein 3247 m ü. M. hoher Berg in den Albula-Alpen im Kanton Graubünden im vorderen Val Bever, westlich von Samedan und südwestlich von Spinas. Es handelt sich um den namensgebenden Knotenpunkt der Piz-Ot-Gruppe.

## Lage und Umgebung
Der Piz Ot ist Namensgeber der Piz-Ot-Gruppe, die ihrerseits zu den Albula-Alpen gehört. Vom Piz Ot aus gehen Seitenkämme nach Südwesten und Norden bis zum Piz Güglia und Piz d’Err, nach Südosten entlang des Val Bever bis zur Cho d’Valletta. Über den Gipfel verläuft die Gemeindegrenze von Bever und Samedan. Der Piz Ot wird im Norden durch die Val Bever und im Süden durch das Val Valletta eingefasst. Direkte Nachbargipfel sind südlich der Piz de la Funtauna und östlich die Crasta Spinas. Weitere Nachbargipfel sind Las Trais Fluors, Piz Padella, Piz Spinas, Piz Muottas, Cho d'Suvretta, Piz Marsch und Piz Saluver sowie nördlich des Val Bever Igl Danclér, La Piramida, Piz Bial und die Dschimels.
Talorte sind Samedan, Bever und Spinas im Oberengadin. Häufige Ausgangspunkte sind Spinas und Samedan sowie die Bergstation der Gondelbahn Celerina - Marguns im Val Saluver.

## Aussicht
Der Piz Ot bietet dank seiner Dominanz in alle Richtungen eine aussergewöhnliche Fernsicht. Weit über 800 Gipfel sind bei guter Fernsicht mit maximaler Sichtweite zu erkennen, davon über 350 über 3000 Meter und drei über 4000 Meter. Der Blick reicht bis in die Berner und Walliser Alpen. Im Westen sind z. B. die Oberhalbsteiner Alpen mit dem Piz Platta, die Adula-Alpen mit dem Güferhorn, das Latelhorn im Wallis, das Sustenhorn, der Stucklistock und der Dammastock in den Urner Alpen, der Hausstock, der Vorab und der Tödi in den Glarner Alpen, aber auch der Monte Leone in den Lepontinischen Alpen zu sehen. Richtung Norden hat man Aussicht vom Calanda (Berg) über die Plessuralpen mit dem Aroser Rothorn und dem Lenzer Horn, den Glärnisch, den Piz Ela bis hin zum Alpstein mit Säntis und Altmann (Berg) und den Churfirsten mit dem Hinterrugg sowie das Rätikon mit der Schesaplana und dem Falknis. Ebenso kann man im Nordosten den Piz Kesch, den Piz Vadret sowie die Silvretta-Gruppe mit dem Gross Litzner, dem Fluchthorn und dem Piz Linard im Unterengadin, den Piz Quattervals im Schweizer Nationalpark, die Sesvennagruppe mit dem Piz Sesvenna und die Ötztaler Alpen mit der Weißkugel und dem Similaun sehen. Im Südosten sind die Umbrailgruppe mit dem Piz Schumbraida und dem Piz Murtaröl, die Ortlergruppe mit dem Ortler, der Königsspitze und dem Punta San Matteo und die Livigno-Alpen mit dem Piz Paradisin (Pizzo Paradisino) sowie im Süden die Berninagruppe zu sehen. Im Südwesten ist der Blick frei auf die Bergeller Alpen mit dem Pizzo Cengalo. Die sichtbaren Viertausender sind Piz Bernina, La Spedla und das Aletschhorn (Berner Alpen). Die Sicht reicht in vier Länder (Schweiz, Italien, Österreich und Liechtenstein). Der mit über 139 Kilometer am weitesten entfernte sichtbare Gipfel ist das Aletschhorn.

## Routen zum Gipfel

### Piz-Ot-Weg durch die Südostflanke
Normalroute (Alpine Steiganlage, Weiss-Blau-Weiss markiert)
- Ausgangspunkt: Samedan, Spinas oder die Bergstation der Gondelbahn Celerina - Marguns
- Schwierigkeit: L
- Zeitaufwand: 4½ Stunden ab Samedan, 4 Stunden ab Spinas und 3 Stunden ab Marguns

### Über den Südgrat
Nur sinnvoll bei gleichzeitiger Besteigung des Piz de la Funtauna
- Ausgangspunkt: Fuorcla Valletta (2858 m)
- Schwierigkeit: ZS-
- Zeitaufwand: 2½ Stunden von der Fuorcla Valletta

### Über den Ostgrat
Wenig sinnvolle Route, nur bei Besteigung der Crasta Spinas interessant
- Ausgangspunkt: Sattel zwischen Piz Ot und Crasta Spinas (2957 m)
- Schwierigkeit: WS
- Zeitaufwand: 1 Stunde vom Sattel